# Pasar Prabumulih
Pasar Prabumulih is een bestuurslaag in het regentschap Prabumulih van de provincie Zuid-Sumatra, Indonesië. Pasar Prabumulih telt 3066 inwoners (volkstelling 2010).